# Protonemura bucolica
Protonemura bucolica är en bäcksländeart som först beskrevs av Giovanni Consiglio 1957.  Protonemura bucolica ingår i släktet Protonemura och familjen kryssbäcksländor. Inga underarter finns listade i Catalogue of Life.